# Paid-To-Click
Paid-To-Click o Pay-To-Click (en català: Pagament per clic) és un model de negoci o tipus d'empreses basat en la publicitat en internet. En aquest tipus de negoci, un lloc Paid To Click, també anomenat PTC, fa la funció d'intermediari entre un anunciant i uns visitants. Els anunciants desitgen obtenir un cert nombre de visites, i aquest paga una suma de diners segons la quantitat d'impressions que rep el seu anunci. Aquests visitants s'han de registrar en un lloc PTC, on han de visualitzar la publicitat a canvi de guanyar una part dels diners els quals va pagar l'anunciant.

## Model de negoci
La majoria dels llocs de PTC, a més de proporcionar un pagament per fer clic en anuncis, ofereixen una comissió extra per recomanar les plataformes i aconseguir nous registres d'altres usuaris. Aquesta comissió pot ser segons el nombre de nous registres, o un percentatge dels clics que han realitzat aquests nous membres.
Els llocs PTC generen guanys a partir de diferents parts. Per una banda, obtenen el pagament que l'anunciant ha efectuat per un anunci. D'altra banda, aconsegueixen una gran part dels guanys prové de la venda directa de referits o ''paquets de millora'' que s'ofereixen als membres.
Aquest mètode ha provocat una proliferació d'estafes o esquemes Ponzi que usen aquests negocis com a tapadora, provocant que els membres facin pagaments sense valor real. A més, alguns llocs intenten sol·licitar als usuaris l'abonament d'una tarifa "d'actualització" prèviament a cobrar els seus guanys acumulats, i després no pagar a aquests usuaris. Aquestes estafes acostumen a ser exposades a diversos fòrums de PTC, tot i això, encara són un mètode molt utilitzat. També existeixen llocs d'estafes mitjançant PTC que són coneguts per atreure a nous usuaris amb ofertes barates per a les actualitzacions i referits, i més tard desapareixen sense deixar rastre després d'un curt temps.
Hi ha hagut discussions sobre la viabilitat d'aquest model de negoci PTC, ja que hi ha usuaris que realment no estaven interessats en un anunci i han realitzat clics fraudulents, provocant a l'anunciant un augment dels seus costos. En portar aquests a judici a les companyies de cercadors, Google, Yahoo i uns altres s'han vist empesos a determinar quins clics són vàlids i quins són fraudulents.

## Denominació en català
Es important remarcar el fet de no confondre amb el mecanisme de publicitat anomenat Pagament per clic, provinent del terme anglès Pay-Per-Click, el qual és una manera de calcular tarifes de publicitat a internet, on el cost de l'anunci és proporcional al nombre de visitants que facin clic en l'anunci; és a dir, Paid-To-Click fa referència al mètode amb el qual els usuaris reben diners per a fer clic, mentre que Pay-Per-Click es refereix al fet que l'anunciant només pagarà pels clics que es facin en el seu anunci.